# DELE
DELE는 Diplomas de Español como Lengua Extranjera의 약자로, 스페인어가 모국어가 아닌 사람의 외국어로서의 스페인어 어학 능력 자격증이라는 뜻이다. 스페인 교육부의 이름으로 Instituto Cervantes(세르반테스 문화원)가 주최하는 가장 대표적인 스페인어 국제 공인 자격증 시험이다.
기존에는 DELE시험을 응시하려면 한국외국어대학교와 대구 가톨릭대학교에서 주최하는 5,7,11월 시험 응시만 있었지만 2022년부터는 (주)대교에서 주최하는 4, 10월 인천 시험이 오픈되면서 기존의 시험보다 조금 더 빠른 시험 응시가 가능하다. 또한 대교인천센터에서만 유일하게 카드 결제를 받고 있다.
점수로 결과가 나오는 TOEIC이나 TOEFL과는 달리 DELE는 총 6개의 레벨로 나뉘어 있고, 원하는 레벨의 시험을 신청하여 합격여부를 받는다. 이 6개 레벨은 아래와 같다.

## DELE A1
가장 낮은 레벨인 A1은 일상적인 주제나, 기본적이고 간단한 의사소통 능력이 요구되는 상황에 대처할 수 있는 능력을 평가한다. 총 4개의 평가(독해,작문,듣기,회화)를 2그룹으로 나눠 진행하는데,
- 1그룹(읽기-쓰기 능력 평가): 독해(45분)와 작문(25분)
- 2그룹(말하기 능력 평가): 듣기(25분)와 회화(10분)

이렇게 이루어져 있다.

## DELE A2
두 번째 레벨인 A2는 특정 상황과 관련해서 관련해서 자주 쓰이는 표현과 문장에 대한 이해를 요구한다. A2도 1과 마찬가지로 4개의 평가를 2그룹으로 나누어 진행하는데 A1보다는 각 그룹 당 시험 시간이 조금씩 더 길어진다.
- 1그룹(읽기-쓰기 능력 평가): 독해(60분)와 작문(45분)
- 2그룹(말하기 능력 평가): 듣기(40분)와 회화(12분)

## DELE B1
B1은 A레벨들보다 조금 더 응용력을 필요로 한다. 직장, 학업, 일상 생활 등 익숙한 상황을 대처하는 능력과 문장에서 요점을 파악하는 능력이 필요하다.
- 1그룹 (읽고 쓰기 능력 평가): 독해(70 분) 와 작문(60 분)
- 2그룹 (말하기 능력 평가): 듣기(40 분) 와 회화 (15 분)

## DELE B2
B2는 조금 더 능통함이 필요한 레벨이다. 유창함과 자연스러움을 갖추고 대화 상대와 불편함 없이 대화하고, 현지인과 소통이 가능한 레벨이다.
- 1그룹(읽기-쓰기 능력 평가): 독해(70분)와 작문(80분)
- 2그룹(말하기 능력 평가): 듣기(40분)와 회화(20분)

## DELE Nivel Escolar A2/B1
DELE에는 Nivel Escolar A2/B1이라는 이름의 미성년자를 위한 레벨이 존재하는데, 연중 2회(5,11월) 응시가 가능하다.
이 레벨은 일상생활에 맞는 대처 능력과 본인이 원하는 것을 표현할 수 있는 수준에 해당한다.
- 1그룹 : 독해(50 분) 와 작문(50 분)
- 2그룹 : 듣기(35 분) 와 회화 (12 분)

## DELE C1
보다 높은 언어 구사능력이 필요한 C1은 수준 높고 넓은 범위의 주제를 이해할 수 있고, 문장에 감춰진 의미를 이해할 수 있어야한다.
- 1그룹 (읽고 쓰기 능력 평가): 독해(70 분) 와 작문(60 분)
- 2그룹 (말하기 능력 평가): 듣기(40 분) 와 회화 (15 분)

## DELE C2
마지막으로 가장 높은 레벨인 C2는 모든 주제와 상황에서 언어학적으로 효과적이고 적절하게 대처할 수 있는 능력을 갖추었다고 할 수 있는 ‘마스터 과정’이다. 그만큼 이전 레벨들과는 다른 형태의 평가 유형으로 진행되는데, 3가지로 나뉘어 총 305시간(준비시간 포함)이라는 긴 시험 시간이 소요된다.
- 평가 1: 독해와 듣기, 언어의 사용(105분)
- 평가 2: 의사소통의 통합적 능력: 듣기와 독해, 작문(150분)
- 평가 3: 의사소통의 통합적 능력: 독해와 회화(20분, 준비 시간 30분)